# Loch Garry, Highland
Loch Garry är en sjö i Storbritannien. Den ligger i kommunen Highland i Skottland. Garry Loch ligger 83 meter över havet. Såväl inflöde som utflöde utgörs av vattendraget River Garry.